# Virtual Rabbit
『Virtual Rabbit』（ヴァーチュアル・ラビット）は、日本のシンガーソングライター平沢進の3枚目のアルバム。「平沢初期ソロ3部作」3作目。1991年5月25日にポリドールより発売された。2020年12月2日に180g重量盤アナログレコードが発売された。

## 解説
- 歌詞カードには「ヴァーチュアル・ラビット物語」という2ページの小説が書かれており、5枚目のアルバムであるSim Cityのようにその小説の順番に自分が曲を組み替えて楽しめるようになっている。
- 科学が消し去った「もうひとつの世界(リアル)」を物語る、初期「統合」3部作完結篇[2]。
- 暫くは廃盤状態で中古市場でも高額で取引されていた。公式な発表は無いが、2011年末頃再発売された模様。

## 収録曲
嵐の海 - Stormy Sea
元々はP-MODEL活動時に制作した楽曲だが、当初はタイトルを付けずにイントロの作曲だけで放置したが、そのイントロを流用して完成した。　宮沢賢治作曲(精神歌)のフレーズが使われている。
バンディリア旅行団 - Bandiria Travellers
　「DETONATORオーガン」第1話エンディングテーマ。後にアルバム「変弦自在」でリメイクされた。
我が心の鷲よ 月を奪うな[プラネット・イーグル] - Hawk In My Heart, Don't Take The Moon Away [Planet Eagle]
後にダウンロード販売された「ナノ重複記念曲集」でリメイクされた。
1991年のアルバム発売記念に開催された「ヴァーチャル・ラビットツアー」では、アメリカ星条旗を天井から吊るすパフォーマンスを行った。
ヴァーチュアル・ラビット - Virtual Rabbit
後にアルバム「SOLAR RAY」でリメイクされた。
UNDOをどうぞ - Please Push "UNDO" Key
平沢が当時出会った、太平洋戦争でガダルカナル島へ派兵された元残留日本兵の男性のガダルカナル島の戦いでの体験、極限状態で行ったカニバリズム等について語った音声記録が使用されている。
山頂晴れて - Clear Mountain Top
　「DETONATORオーガン」第2話エンディングテーマ。最近では「PHONON2550」と「PHONON2553」で演奏された。その際のコーラスはVOCALOIDが使用されている。
静かの海 - Quiet Sea
死のない男 - Immortal Man
後にアルバム「第6フォルマント」でリメイクされた。
太陽の木 - A Tree Of Sun
ロシアン・トビスコープ - Russian Tobiscope

## リリース履歴
| リリース日    | レーベル                 | 規格   | 規格品番  | 備考               |
| ------------- | ------------------------ | ------ | --------- | ------------------ |
| 1991年5月25日 | ポリドール               | CD     | POCH-1084 | オリジナル盤       |
| 2014年9月24日 | ユニバーサルミュージック | SHM-CD | UPCY-6911 | 全曲リマスタリング |
| 2020年12月2日 | ユニバーサルミュージック | LP     | UPJY-9154 |                    |

## 参加アーティスト
- 平沢進 - ボーカル、コーラス、ギター、コンピュータープログラミング
- 東京混声合唱団 - バッキング・ボーカル(「バンディリア旅行団」)
- 内田輝 - ストリングス(「バンディリア旅行団」)
- 松本かよ - 編曲(「バンディリア旅行団」)、コーラス
- 髙橋 BOB 敏彦 - フレットレスベース(「我が心の鷲よ 月を奪うな[プラネット・イーグル]」、「太陽の木」)、バッキング・ボーカル/コーラス(「UNDOをどうぞ」、「山頂晴れて」)
- 藤井一彦、藤井ヤスチカ - バッキング・ボーカル/コーラス(「UNDOをどうぞ」、「山頂晴れて」)
- 戸川純 - ボーカル(「山頂晴れて」)、コーラス
- 竹内修、山口宙樹、鎮西正憲、見城裕一 - バッキング・ボーカル(「ヴァーチュアル・ラビット」、「UNDOをどうぞ」、「山頂晴れて」)
- 菊池又衛(実在した日本兵) - ナレーション(「UNDOをどうぞ」)
- AMIGA2500 - ナレーション(「UNDOをどうぞ」)